# 矢本忠嗣
矢本 忠嗣（やもと ただつぐ、1960年1月13日 - ）は、日本の検察官、公証人。大阪高等検察庁公安部長や、京都地方検察庁次席検事等を経て、岡山地方検察庁検事正。

## 人物・経歴
和歌山県出身。大阪大学法学部卒業後、1989年検察官任官。東京地方検察庁検事、広島地方検察庁刑事部長等を経て、2010年京都地方検察庁特別刑事部長。2012年大津地方検察庁次席検事。2014年大阪地方検察庁刑事部長。同年大阪高等検察庁公安部長。2015年京都地方検察庁次席検事。2017年佐賀地方検察庁検事正。2018年から山口地方検察庁検事正を務め、裁判員裁判の定着のための施策を進めるなどした。2019年岡山地方検察庁検事正。2021年退官、梅田公証役場公証人。